# Scione rufipes
Scione rufipes är en tvåvingeart som först beskrevs av Krober 1930.  Scione rufipes ingår i släktet Scione och familjen bromsar. Inga underarter finns listade i Catalogue of Life.